# Psevdoskalarni mezon
Pseudoskalarni mezon je vrsta mezonov, ki imajo celotni spin enak 0 in liho (neparno) parnost (JP=0−).
Najbolj pogosto se jih opazi kot rezultat sipanja protonov na protonih ali v anihilaciji protonov z antiprotoni. 
Pseudoskalarni mezoni so najbolj raziskani mezoni.

## Primeri
- pioni
- mezoni η
- kaoni
- mezoni D
- mezoni B
- mezoni η'